# Incydent w Aurora
Incydent w Aurora – wydarzenie mające mieć miejsce 17 kwietnia 1897 roku w miejscowości Aurora, w amerykańskim stanie Teksas. Rzekoma katastrofa statku pozaziemskiego i śmierci jego pilota, który został ponoć pochowany w nieoznaczonym dziś grobie na miejscowym cmentarzu (Incydent jest porównywany do tego w Roswell, który wydarzył się 50 lat później).

## Opis incydentu

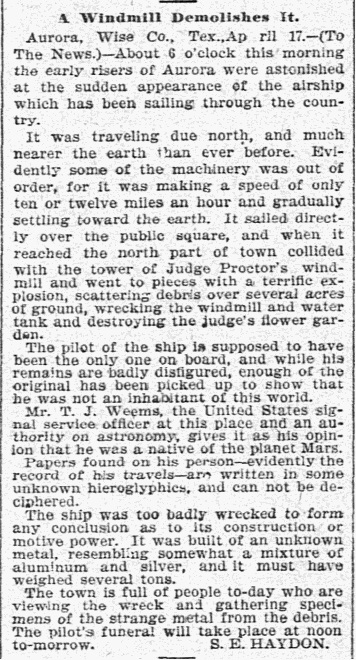
Oryginalny artykuł prasowy opisujący incydent, autorstwa S. E. Haydona, w The Dallas Morning News, 19 kwietnia 1897 r.

W latach 1896–1897 w Stanach Zjednoczonych odnotowano wiele obserwacji niezidentyfikowany obiektów latających, wyglądem przypominających sterowce. Jedna z tych obserwacji została opisana w wydaniu „Dallas Morning News” z 19 kwietnia 1897 roku autorstwa S.E. Haydon. 
Według autora obiekt kształcie cygara miał podobno rozbić się o wiatrak na posesji sędziego J.S. Proctora 17 kwietnia około godziny 6:00 rano czasu lokalnego. Jego pilot (o którym mówiono, że jest „nie z tego świata” i spekulowano że jest „Marsjaninem”, jak twierdzi oficer o nazwisku T.J. Weems z pobliskiego Fort Worth), nie przeżył katastrofy i został pochowany zgodnie z obrządkiem chrześcijańskim na miejscowym cmentarzu. Podobno szczątki maszyny zostały wrzucone do studni w pobliżu wiatraka, a resztę umieszczono w grobie.

## Teoria o mistyfikacji
W 1979 roku magazyn „Time” opublikował wywiad z 86-letnią mieszkanką Aurory Ettą Pegues, która twierdziła że cała historia została wymyślona i napisana jako żart przez Haydona, w celu wzbudzenia zainteresowania miejscowością Aurora, która borykała się wtedy z wieloma problemami.

## Filmografia
- W 1986 roku powstał film The Aurora Encounter(inne języki), inspirowany incydentem[6].